# Anna-Lisa Berglund
Kerstin Anna-Lisa Berglund (18 de enero de 1935-3 de junio de 2019) fue una deportista sueca que compitió en tiro con arco, en la modalidad de arco recurvo. Ganó cinco medallas en el Campeonato Europeo de Tiro con Arco al Aire Libre entre los años 1970 y 1976.

## Palmarés internacional
| Campeonato Europeo al Aire Libre | Campeonato Europeo al Aire Libre | Campeonato Europeo al Aire Libre | Campeonato Europeo al Aire Libre |
| Año                              | Lugar                            | Medalla                          | Prueba                           |
| -------------------------------- | -------------------------------- | -------------------------------- | -------------------------------- |
| 1970                             | Hradec Králové (Checoslovaquia)  | Medalla de oro                   | Individual                       |
| 1972                             | Walferdingen (Luxemburgo)        | Medalla de bronce                | Individual                       |
| 1972                             | Walferdingen (Luxemburgo)        | Medalla de bronce                | Equipo                           |
| 1974                             | Zagreb (Yugoslavia)              | Medalla de bronce                | Equipo                           |
| 1976                             | Copenhague (Dinamarca)           | Medalla de bronce                | Equipo                           |